# Paul Rabinowitz
Paul H. Rabinowitz (??, 15 de novembro de 1939) é um matemático estadunidense.